# Alfred von Tirpitz
Alfred Peter Friedrich Tirpitz, od roku 1900 von Tirpitz (* 19. března 1849 v Küstrinu; † 6. března 1930 v Ebenhausenu u Mnichova) byl německý velkoadmirál a zastánce silného německého loďstva před první světovou válkou.

## Životopis a rodina
Alfred von Tirpitz pocházel z braniborské rodiny a byl synem pruského královského tajného justičního rady Rudolfa Tirpitze (1811–1905). 18. listopadu 1884 se v Berlíně oženil s Marií Augustou Lipke (* 11. říjen 1860 ve Schwetzu, Západní Prusko; † po roce 1941 v Ebenhausenu). 12. června 1900 byl povýšen do pruského šlechtického stavu.
Tirpitz byl náčelníkem německé admirality a ministrem námořnictva. Pro neshody s císařem Vilémem II. byl poslán v roce 1916 do výslužby. Po válce (v letech 1924–1928) byl poslancem Říšského sněmu.

## Námořnictvo

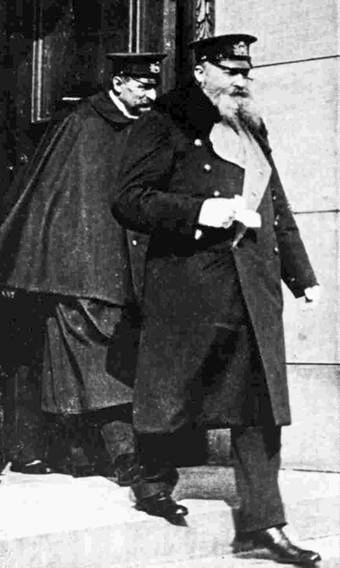
Alfred von Tirpitz na snímku z roku 1915

Alfred von Tirpitz byl zastáncem silného německého loďstva, které mělo konkurovat Britskému námořnictvu. Jelikož bylo nemožné si představit, že by Německo dosáhlo velikosti Britské flotily, bylo snahou Tirpitze vybudovat tak silné loďstvo, které by v případě války mohlo Británii účinně ohrožovat a znemožnit její dominanci na světových mořích. V důsledku tohoto plánu (tzv. Tirpitz-Plan) došlo mezi Německem a Britským impériem k závodům ve zbrojení.
Po Tirpitzovi byla pojmenována bitevní loď Tirpitz, která sloužila za druhé světové války.